# Джо Рікі
Джозеф Джеймс Рікі (англ. Joseph James Reekie; 22 лютого 1965, м. Вікторія, Канада) — канадський хокеїст, захисник.
Виступав за «Норт-Бей Сентенніалс» (ОХЛ), «Корнуолл Роялс» (ОХЛ), «Баффало Сейбрс», «Рочестер Американс» (АХЛ), «Нью-Йорк Айлендерс», «Спрингфілд Індіанс» (АХЛ), «Кепітал-Дистрикт Айлендерс» (АХЛ), «Тампа-Бей Лайтнінг», «Вашингтон Кепіталс», «Чикаго Блекгокс».
В чемпіонатах НХЛ — 902 матчі (25+139), у турнірах Кубка Стенлі — 51 матч (3+4).